# Mona Saudi

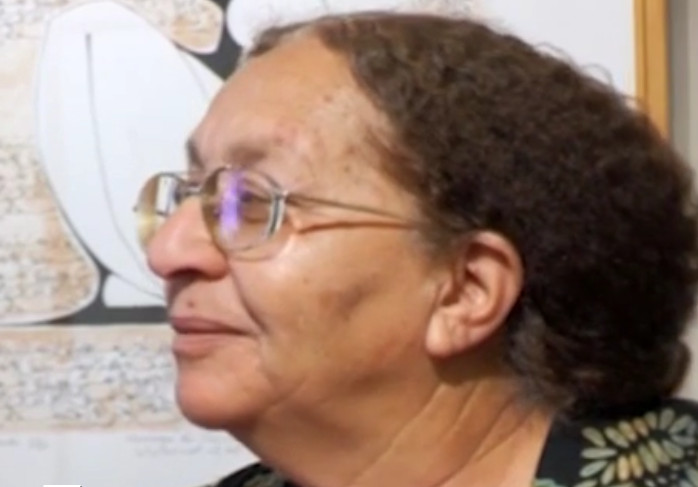
Mona Saudi (2013)

Mona Saudi (arabisch منى السعودي, DMG Munā as-Saʿūdī; * 1. Oktober 1945 in Amman, Jordanien; † 16. Februar 2022 in Beirut, Libanon) war eine jordanische Bildhauerin, Verlegerin und Kunstaktivistin.

## Leben und Werk

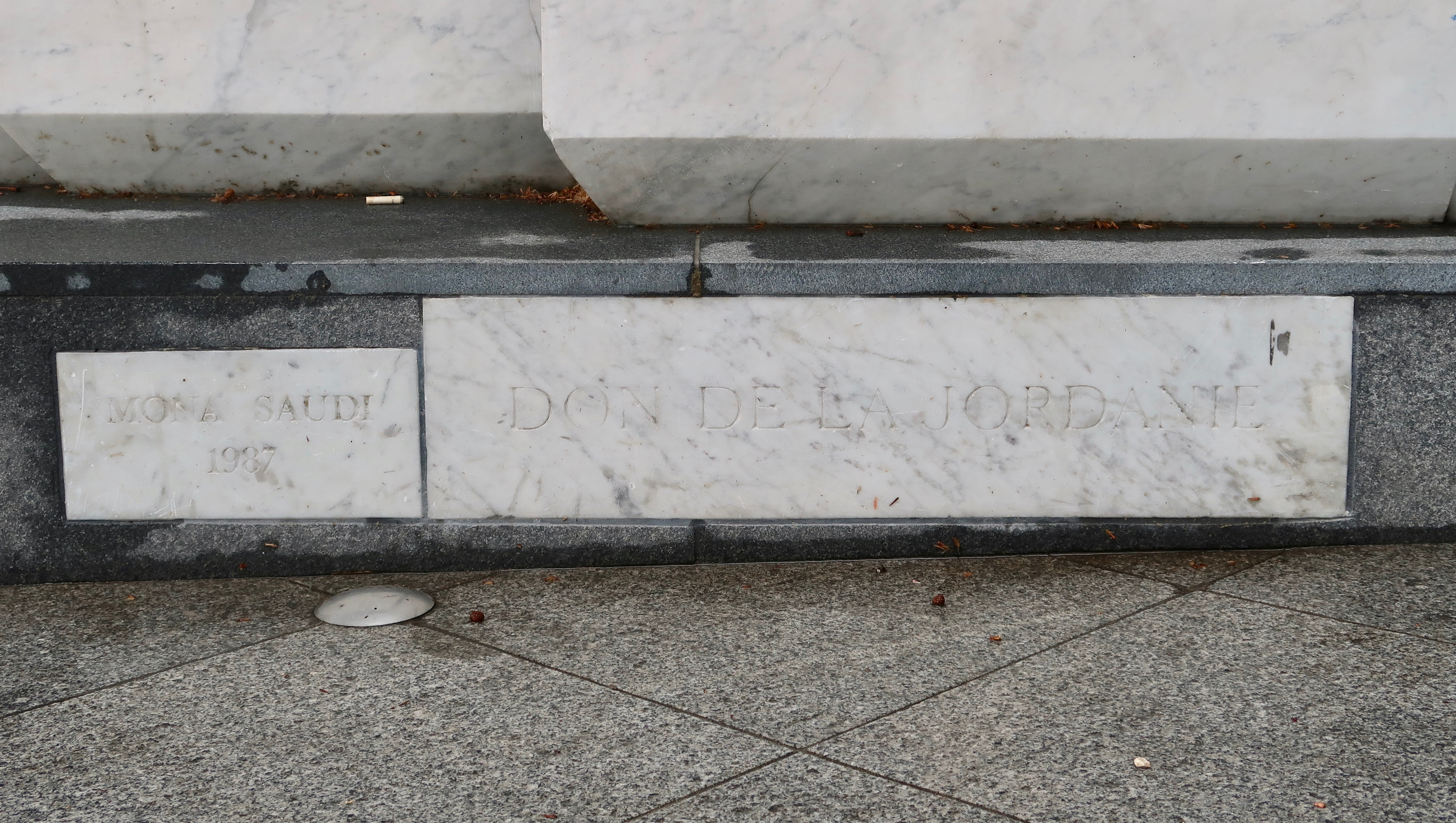
Gedenktafel am Sockel der Skulptur von Mona Saudi, Place Mohammed-V (Paris 5e)

Saudi war eine Tochter von sieben Töchtern und zwei Söhnen einer aus Syrien stammenden Mutter und eines aus Hedschas stammenden Vaters. Sie wuchs in einem Viertel auf, das nur wenige Meter von alten römischen öffentlichen Bädern entfernt war. Während ihrer Grundschulzeit besuchte sie die Zain Al-Ashraf-Schule. Ihr Vater verbot ihr, Kunst an der Universität zu studieren, so dass sie im Alter von 17 Jahren nach Beirut zog. Beirut war derzeit ein kultureller und  fortschrittlicher Hotspot, wo sie in einem Jugendhotel übernachtete. Sie wollte in Paris zur Schule gehen, wo für die Einschreibung an der Hochschule der Schönen Künste kein höherer Schulabschluss erforderlich war. Ihr älterer Bruder Hani, der sich in Beirut aufhielt und sie unterstützte, überzeugte sie, ihre Schulausbildung im Libanon abzuschließen, und sie absolvierte die National Boarding School des ägyptischen Schulsystems in Aley.
In Beirut lernte sie Künstler, Dichter und Intellektuelle kennen, darunter den syrischen Schriftsteller Ali Ahmad Said, den libanesischen Maler Paul Guiragossian, Michel Basbous und den palästinensischen Dichter Mahmoud Darwish. Insbesondere Darwish inspirierte viele ihrer Zeichnungen, in denen Figuren von arabischen Versen umrahmt werden. Sie veranstaltete ihre erste Ausstellung im Café de la Presse im alten Gebäude der Zeitung An-Nahar in Beirut und sammelte dadurch genügend Geld, um ein Ticket nach Paris zu kaufen. Nachdem sie einen Monat in Kairo verbracht hatte, reiste sie sieben Tage lang auf dem Seeweg und kam im Februar 1964 in Paris an.

## Studium in Paris
Sie schrieb sich an der École nationale supérieure des beaux-arts de Paris ein und studierte Bildhauerei. Sie bezahlte ihre Studiengebühren mit dem Geld, das sie durch den Verkauf von Zeichnungen in Beirut verdient hatte.  1967 reiste sie nach Carrara, um Bildhauertechniken zu studieren und den Umgang mit Meißel, Drucklufthammer sowie das Polieren von Marmor zu erlernen.
Ihre Rückkehr nach Paris 1968, um ihr Studium zu beenden, fiel mit den Studentendemonstrationen zusammen, die im Mai in ganz Frankreich ausbrachen. Sie beteiligte sich aktiv an den Protesten, verteilte Plakate und stand ihren Kommilitonen zur Seite. Die Proteste dauerten etwa zwei Monate und hatten tiefgreifende Auswirkungen auf ihr politisches, kulturelles und soziales Bewusstsein. Die Ereignisse inspirierten sie dazu, nach Orten in der Nähe ihres Zuhauses zu suchen, wo sie direkt helfen konnte. Sie kehrte im Herbst 1968 nach Amman zurück, um mit den Kindern im palästinensischen Lager Baqa'a zu arbeiten.
Nach Abschluss ihres Studiums in Paris lebte Saudi in Beirut. Einige Jahre nach dem Bürgerkrieg in Beirut kehrte sie für ein paar Jahre nach Amman zurück. Saudi blieb auch während des Bürgerkriegs in ihrem Haus in der Innenstadt von Beirut und später in Mechref, Mont Lebanon, und widmete sich trotz der Gefahr weiterhin ihrer Arbeit. Ihr früheres Zuhause lag in der Nähe des Holiday Inn in einer der am stärksten betroffenen Gegenden und einige ihrer Werke wurden durch Bomben zerstört, die in ihrem Garten explodierten.

## Künstlerin in Amman und in Beirut
Während der Angriffe setzte sie ihre Bildhauerei fort und vollendete 1981 ihre erste großformatige Skulptur, Variationen über den Buchstaben Nῡn. 1982 hatte Saudi keine andere Wahl, als nach der israelischen Invasion in Beirut aus Sicherheitsgründen nach Amman zu fliehen und dort ein Studio zu eröffnen, um ihre Arbeit fortzusetzen. Viele ihrer Werke wurden im libanesischen Bürgerkrieg zerstört, aber Variations überlebte und wurde 2003 im Garten der französischen Botschaft in Amman aufgestellt. Woman/Bird (1975) wurde 1986 vom Direktor des Museums des Arabischen Weltinstituts in Paris für die Sammlung des Museums ausgewählt, und The Geometry of the Soul (1987) wurde von Jordanien an das Arab World Institute gespendet.
1996, drei Jahre nachdem sie von König Hussein den jordanischen Nationalen Ehrenpreis für Kunst erhalten hatte, kehrte Saudi in den Libanon zurück. Das nächste Jahrzehnt verbrachte sie damit, an der Amerikanischen Universität Beirut zu unterrichten und an einigen Ausstellungen teilzunehmen. Seit ihrer Rückkehr in den Libanon schuf sie mehrere Werke, darunter City (2001), das von den Schriften des italienischen Schriftstellers und Journalisten Italo Calvino inspiriert wurde, Evolution (2002) und Seed (2007). Saudi veröffentlichte im Laufe ihres Lebens neben In Time of War auch drei Bücher, darunter zwei Gedichtbände, A First Vision (1970) und The Ocean of Dreams (1993), sowie ihre Memoiren Forty Years of Sculpture (2007).
Ihre erste große Retrospektive fand 1995 im Darat al Funun in Amman statt, 2018 gefolgt von einer Einzelausstellung in den Mosaic Rooms in London.
Eines ihrer bemerkenswertesten Werke Géométrie de l'esprit (1987) steht vor dem Institut du monde arabe in Paris. Ihre 2010 geschaffene Skulptur Mother Earth aus jordanischem Marmor befindet sich in der Sammlung des British Museum in London. Das Museum besitzt außerdem neun ihrer Drucke. 2018 wurde Poetry & Form, eine von Hoor Al Qasimi kuratierte Übersicht über ihre Werke, im Sharjah Art Museum in Zusammenarbeit mit der Sharjah Art Foundation präsentiert.
Heute befinden sich Stücke ihrer Kunstwerke in den Sammlungen von Kulturinstitutionen auf der ganzen Welt, darunter der Sharjah Art Foundation, dem British Museum in London, dem National Museum of Women in the Arts in Washington, D.C. und dem Kulturministerium in Kairo.
Saudi schuf als eine der wenigen Künstlerinnen ihrer Generation hauptsächlich Steinskulpturen. Ihre Formen beginnen immer mit den Grundformen Quadrat, Kreis, Zylinder und Rechteck und sie verlieh ihnen dann Bewegung, indem sie entweder ihre Formen wiederholte, ihre Tiefen oder Höhen variierte oder sie übereinander schneiden ließ, um neue Kompositionen zu schaffen. In ihren Werken beschäftigte sie sich mit den Themen Wachstum und Schöpfung.
Sie fertigte auch spezielle Illustrationen für literarische Werke von Ghassan Kanafani und von Mo’in Bseisu (1926–1984) an.
Saudi heiratete den Journalisten Hassan Battal und hatte mit ihm eine Tochter, die bildende Künstlerin Dia al-Battal.
Saudi starb 2022 im Alter von 76 Jahren an Krebs in Beirut.

## Ausstellungen (Auswahl)

### Einzelausstellungen
- 1963: Café de la Presse, Beirut
- 1971: Galerie Vercamer, Paris
- 1973: Galerie One, Beirut
- 1975: Galerie Contemporaine, Beirut
- 1981: Galerie Elissar, Beirut
- 1982: Galerie Epreuve d'Artiste, Beirut
- 1983: Alia Gallery, Amman
- 1984: Alif Gallery, Washington D. C.
- 1985: Al-Salmieh Gallery, Kuwait
- 1992: Galerie50x70, Beirut
- 1995: Retrospective, DaratAl-Funun, Amman
- 1999: Al‐Oudaya Museum, Rabat, Marokko
- 2004: Quartier des Arts, Beirut
- 2010: The Mosaic Rooms, AM Qattan Foundation, London
- 2010: Jacaranda Images Gallery, Amman
- 2011: Saint John Perse Foundation, Aix-en-Provence
- 2011: Europia Gallery, Paris
- 2013: Jacaranda Images Gallery, Amman
- 2017: Humanized Abstraction, Saleh Barakat Gallery, Beirut
- 2017: Poetry in Stone, Lawrie Shabibi, Dubai
- 2018: Poetry & Form, Sharjah Art Museum
- 2019: Poetic Inspirations, XVA Gallery, Dubai
- 2023: Art Dubai Modern, Dubai

### Gruppenausstellungen
- 1983: Arab Contemporary Art, London
- 1987: Arab Contemporary Art, Paris
- 1991: Jordanian Contemporary Art Ontario, Kanada
- 1993: Atelier Art Public, Paris
- 1994: Forces of Change: Artists of the Arab World
- 1994: The National Museum of Women in the Arts, Washington, D.C.

## Auszeichnungen
- 1993: Jordan’s National Honorary Award for the Arts